# 김제남 (1963년)
김제남(金霽南, 1963년 6월 12일 ~ )은 대한민국의 정치인이다. 녹색연합 사무처장을 거쳐 통합진보당 비례대표로 제19대 국회의원을 지냈고, 문재인 정부의 대통령비서실 시민사회수석 비서관이다.

## 학력
- 덕성여자대학교 사학과

## 경력
- 1994 ~ 2007년 녹색연합 사무처장
- 2013.06 ~ 2015.06 : 진보정의당→정의당 원내대변인
- 2015.06 ~ 2016.05 : 정의당 원내수석부대표
- 2020.01 ~ 2020.08 : 대통령비서실 사회수석비서관실 기후환경비서관
- 2020.08 ~ 2021.05 : 대통령비서실 시민사회수석
- 2022.02 ~ : 제3대 한국원자력안전재단 이사장

## 의정 활동
- 2012.05 ~ 2016.05 : 제19대 국회의원 (통합진보당→진보정의당→정의당 비례대표)
  - 2012.07 ~ 2013.03 : 제19대 국회 전반기 지식경제위원회 위원
  - 2012.07 ~ 2014.05 : 제19대 국회 전반기 여성가족위원회 위원
  - 2013.04 ~ 2016.05 : 제19대 국회 전반기, 후반기 산업통상자원위원회 위원
  - 2014.06 ~ 2015.06 : 제19대 국회 후반기 운영위원회 위원

## 역대 선거 결과
|  | 10.30% |

|  | 0% |

## 같이 보기
- 대한민국 제19대 국회의원 선거 통합진보당 후보 목록#비례대표
- 대한민국의 대통령비서실 수석비서관